# Raul Rusescu
Raul Rusescu, född 9 juli 1988 i Râmnicu Vâlcea, Rumänien, är en rumänsk fotbollsspelare som spelar för turkiska Giresunspor. 
Rusescu är en anfallare som värvades till Sevilla inför säsongen 2013/14. Rusescu, Kévin Gameiro och Carlos Bacca, två andra anfallare, ska konkurrera på anfallspositionen då Sevillas stora målskytt Alvaro Negredo lämnat klubben.